# John Deere Cady
John Deere Cady (* 26. Januar 1866 in New York City; † 12. November 1933 in Chicago, Illinois) war ein US-amerikanischer Golfer.

## Biografie
John Deere Cady war der Enkel von John Deere, dem Gründer des gleichnamigen Unternehmens für Landtechnik. Cady lebte in Moline im US-Bundesstaat Illinois. Er war Gründer des Rock Island Arsenal Golf Club. Bei den Olympischen Spielen 1904 in St. Louis schied er im Einzel in der ersten Runde gegen den späteren Olympiasieger George Lyon aus Kanada aus. Im Mannschaftswettkampf konnte er mit der Trans Mississippi Golf Association die Silbermedaille gewinnen. 1904 trat er zudem bei den US-amerikanischen Amateurmeisterschaften an, wo er jedoch in der ersten Runde ausschied. 1914 gewann er die Trans Mississippi Amateur Championship. 1912 und 1913 war Cady Präsident der Western Golf Association. In Moline betrieb Cady einen Steinbruch bis 1920, als er nach Chicago zog.